# فوکر ایکس‌ای-۷
فوکر ایکس‌ای-۷ (انگلیسی: Fokker XA-۷) یک هواپیمای ساخت فوکر است .